# Désodorisant
Ne doit pas être confondu avec déodorant.

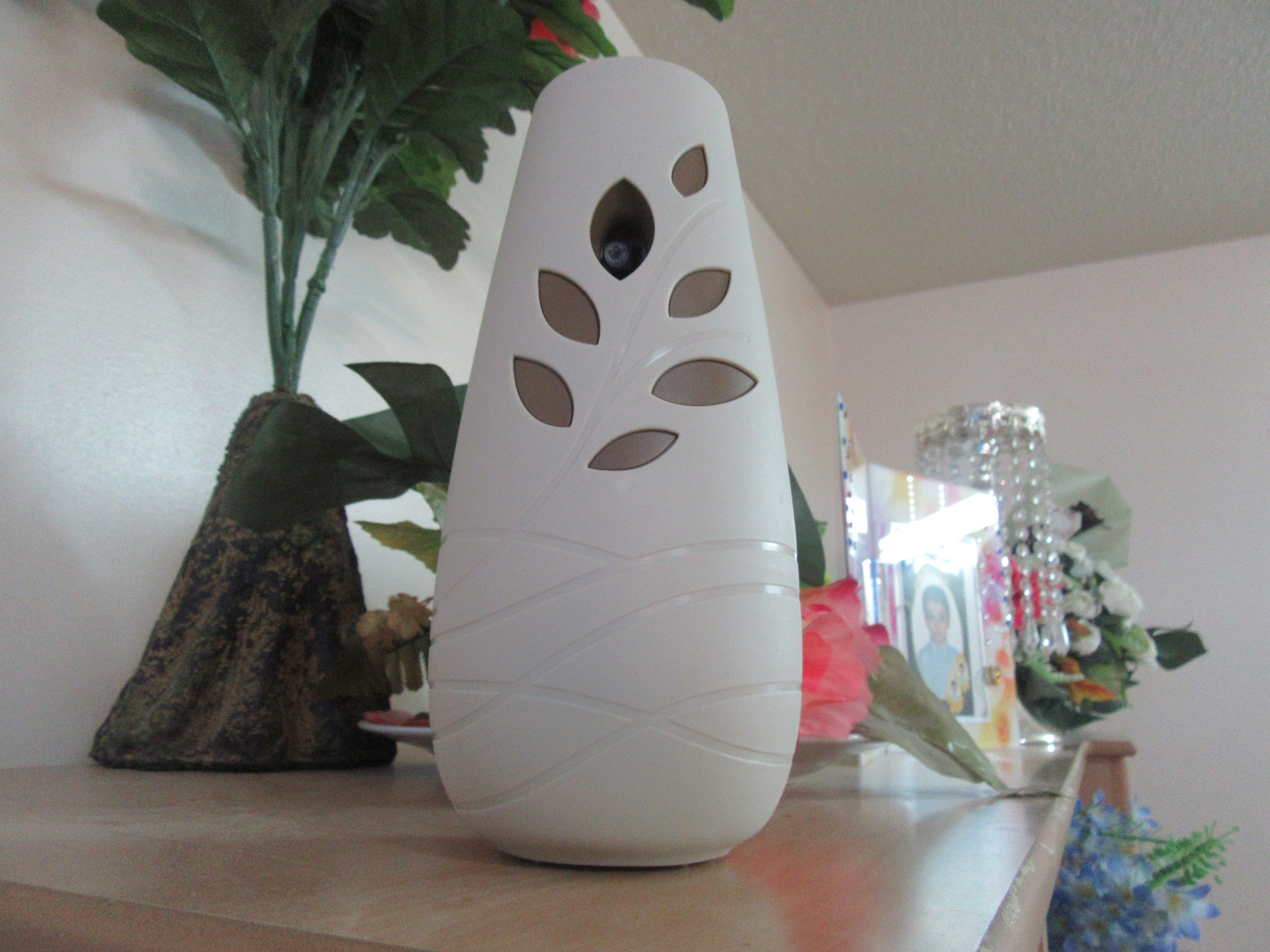
Désodorisant automatique

Un désodorisant est un produit utilisé pour éliminer les mauvaises odeurs.
Il se distingue du déodorant (ou désodorant), produit cosmétique destiné à masquer les mauvaises odeurs corporelles.